# بنك الحلفاء المحدود
بنك الحلفاء المحدود هو خامس أكبر بنك تجاري في باكستان وهو شركة تابعة لمجموعة إبراهيم.
يعد بنك الحلفاء ، الذي يوجد مكتبه المسجل في لاهور ، واحدًا من أكبر البنوك داخل الدولة حيث يوجد به أكثر من 1300 فرع وجهاز صراف آلي. كان أول بنك إسلامي تأسس في باكستان قبل الاستقلال (1942) باسم بنك أستراليا. وقد تم تسميته كبنك بنك حلفاء باكستان من بنك الأسترالي المحدود في عام 1974 ، كما تم دمج بنك سرهاد المحدود ، و بنك لاهور التجاري المحدود و بنك باك المحدود.

## روابط خارجية
- الموقع الرسمي